# Dennis Poore
Dennis Poore, właśc. Roger Dennistoun Poore (ur. 19 sierpnia 1916 w Paddington, Londyn, zm. 12 lutego 1987 w Kensington) – brytyjski kierowca wyścigowy. W 1952 zadebiutował w Grand Prix Wielkiej Brytanii w Formule 1. Wywalczył czwarte miejsce i zdobył jedyne w swojej karierze trzy punkty w Formule 1.

## Kariera
Dennis Poore wywodził się ze szkockiej rodziny arystokratycznej o tradycjach wojskowych. Urodził się na rok przed śmiercią ojca na froncie zachodnim podczas I wojny światowej. Edukował się w Eton College. Jego rodzina wkrótce przejęła firmę Manganese Bronze założoną w 1882 roku, produkującą śruby napędowe do statków. Firma rozwinęła się, co pozwoliło Poore'owi na osiąganie sporych dochodów i dostatnie życie.
W 1936 zadebiutował w wyścigach, startując samochodem MG Magnette. W 1937 wystartował w National Donington, w którym zajął drugie miejsce, rok później nie pojawił się na starcie Imperial Plate. Kiedy wybuchła II wojna światowa był zmuszony przerwać swoją karierę i wstąpić do Royal Air Force, gdzie w 1944 roku na został awansowany do rangi Wing commandera. Po zakończeniu wojny nabył Alfa Romeo Tipo 8C, którym startował w swoim zespole RD Poore Motor Racing w wielu wydarzeniach w Wielkiej Brytanii.
W 1949 wystartował w Goodwood International w Formule Libre. W 1950 zdobył mistrzostwo w British Hill Climb Championship. Utworzył czasopismo poświęcone wyścigom samochodowym Autosport, i jednocześnie objął kontrolę w Manganese Bronze, gdzie zapoczątkował zmiany w inżynierii biznesu. W 1951 zwyciężył w Dick Seaman Trophy. W 1951 i 1952 wziął udział w kilku wyścigach Formuły Libre, w których zdobywał punkty oraz miejsca na podium. Wspólnie z Guyem Griffithsem wystartował w 24h Le Mans, którego nie ukończył, nie ukończył również 9h Goodwood.
W wyścigach Grand Prix Formuły 1 zadebiutował w Grand Prix Wielkiej Brytanii w 1952 roku. Startując dla zespołu Connaught Engineering w bolidzie Connaught Type A zakwalifikował się do wyścigu na ósmym miejscu. W czasie jazdy osa ukąsiła go w język. Zmagania ukończył na miejscu czwartym, zdobywając tym samym swoje jedyne trzy punkty. Wystartował w Daily Mail Trophy, gdzie zajął 15. miejsce i w Scotland National Trophy, którego nie ukończył. Wystartował też w Grand Prix Włoch, w kwalifikacjach osiągnął dziewiętnasty czas, a wyścig ukończył na pozycji dwunastej. Dwa wyścigi pozwoliły mu na osiągnięcie 14. miejsce w klasyfikacji generalnej. Wziął udział w Madgwick Cup, w którym zajął drugie miejsce, a także zwyciężył w Newcastle Journal Trophy.
W latach 1953–1955 z powodzeniem ścigał się w zespole samochodów sportowych Aston Martin, jednak zaprzestał działalności w biznesie. Brał udział również w wyścigach 24h Le Mans, których nie ukończył.
Sprzedał swoją firmę i próbował uratować brytyjski przemysł motocyklowy, kupując Associated Motor Cycles, firmę należącą do Norton, AJS i Matchless. Firma została włączona do Villiers, tworząc Norton Villiers Triumph, która przyłączyła także Birmingham Small Arms Company. Poore prowadził działalność do swojej śmierci w 1987.

## Wyniki w Formule 1
| Legenda oznaczeń w tabelach wyników Wyświetl szablon na nowej stronie | Legenda oznaczeń w tabelach wyników Wyświetl szablon na nowej stronie                                                                     |
| Oznaczenie                                                            | Wyjaśnienie |
| --------------------------------------------------------------------- | --- |
| Złoty                                                                 | Zwycięzca lub mistrzostwo |
| Srebrny                                                               | 2. miejsce lub wicemistrzostwo |
| Brązowy                                                               | 3. miejsce lub II wicemistrzostwo |
| Zielony                                                               | Ukończył, punktował (w klasyfikacji generalnej, gdy zdobył co najmniej jeden punkt na przestrzeni sezonu, poza trzema powyższymi opcjami) |
| Niebieski                                                             | Ukończył, nie punktował (w klasyfikacji generalnej, gdy nie zdobył co najmniej jednego punktu na przestrzeni sezonu)                      |
| Czerwony                                                              | Nie zakwalifikował się (NZ) |
| Czerwony                                                              | Nie prekwalifikował się (NPK) |
| Różowy                                                                | Nie ukończył (NU) |
| Różowy                                                                | Niesklasyfikowany (NS) (w klasyfikacji generalnej, gdy nie został sklasyfikowany w żadnym wyścigu sezonu)                                 |
| Czarny                                                                | Zdyskwalifikowany (DK) |
| Czarny                                                                | Wykluczony (WYK/EX) |
| Biały                                                                 | Nie wystartował (NW) |
| Biały                                                                 | Kontuzjowany (K/INJ) |
| Biały                                                                 | Wyścig odwołany (OD/C) |
| Bez koloru                                                            | Został wycofany (WYC/WD) |
| Bez koloru                                                            | Nie przybył (NP/DNA) |
| Bez koloru                                                            | Nie brał udziału w treningach (NT/DNP) |
| Bez koloru                                                            | Nie został zgłoszony (–) |
| Pogrubienie                                                           | Start z pole position |
| Kursywa                                                               | Najszybsze okrążenie wyścigu |
| †                                                                     | Nie ukończył, ale jego rezultat został zaliczony ze względu na przejechanie więcej niż 90% dystansu wyścigu.                              |
| *                                                                     | Sezon w trakcie |
| 1/2/3                                                                 | Punktowana pozycja w sprincie kwalifikacyjnym                                                                                             |
| Lista systemów punktacji Formuły 1                                    | |

| Rok  | Zespół                     | Bolid            | Silnik         | Wyniki w poszczególnych eliminacjach | Wyniki w poszczególnych eliminacjach | Wyniki w poszczególnych eliminacjach | Wyniki w poszczególnych eliminacjach | Wyniki w poszczególnych eliminacjach | Wyniki w poszczególnych eliminacjach | Wyniki w poszczególnych eliminacjach | Wyniki w poszczególnych eliminacjach | Punkty | Pozycja |
| Rok  | Zespół                     | Bolid            | Silnik         | Szwajcaria                           | Stany Zjednoczone                    | Belgia                               | Francja                              | Wielka Brytania                      | Niemcy                               | Holandia                             | Włochy                               | Punkty | Pozycja |
| ---- | -------------------------- | ---------------- | -------------- | ------------------------------------ | ------------------------------------ | ------------------------------------ | ------------------------------------ | ------------------------------------ | ------------------------------------ | ------------------------------------ | ------------------------------------ | ------ | ------- |
| 1952 | Connaught Engineering      | Connaught Type A | Lea-Francis R4 | –                                    | –                                    | –                                    | –                                    | 4                                    | –                                    | –                                    |                                      | 3      | 13      |
| 1952 | Connaught Racing Syndicate | Connaught Type A | Lea-Francis R4 |                                      |                                      |                                      |                                      |                                      |                                      |                                      | 12                                   | 3      | 13      |